# Woskowice Górne
Woskowice Górne (deutsch: Hennersdorf) ist ein Ort in der Landgemeinde Domaszowice im Powiat Namysłowski der Woiwodschaft Opole (Oppeln) in Polen.

## Geographie
Das Straßendorf Woskowice Górne liegt acht Kilometer nordöstlich von Domaszowice (Noldau), 15 Kilometer östlich von Namysłów (Namslau) und 62 Kilometer nördlich von Opole. Nördlich verläuft die Grenze zur Woiwodschaft Großpolen, die bis 1939 Grenze zwischen Polen und dem Deutschen Reich bildete.
Nachbarorte von Woskowice Górne sind im Südosten Polkowskie (Polkowitz), im Westen Woskowice Małe (Lorzendorf) und im Norden Proszów (Proschau).

## Geschichte

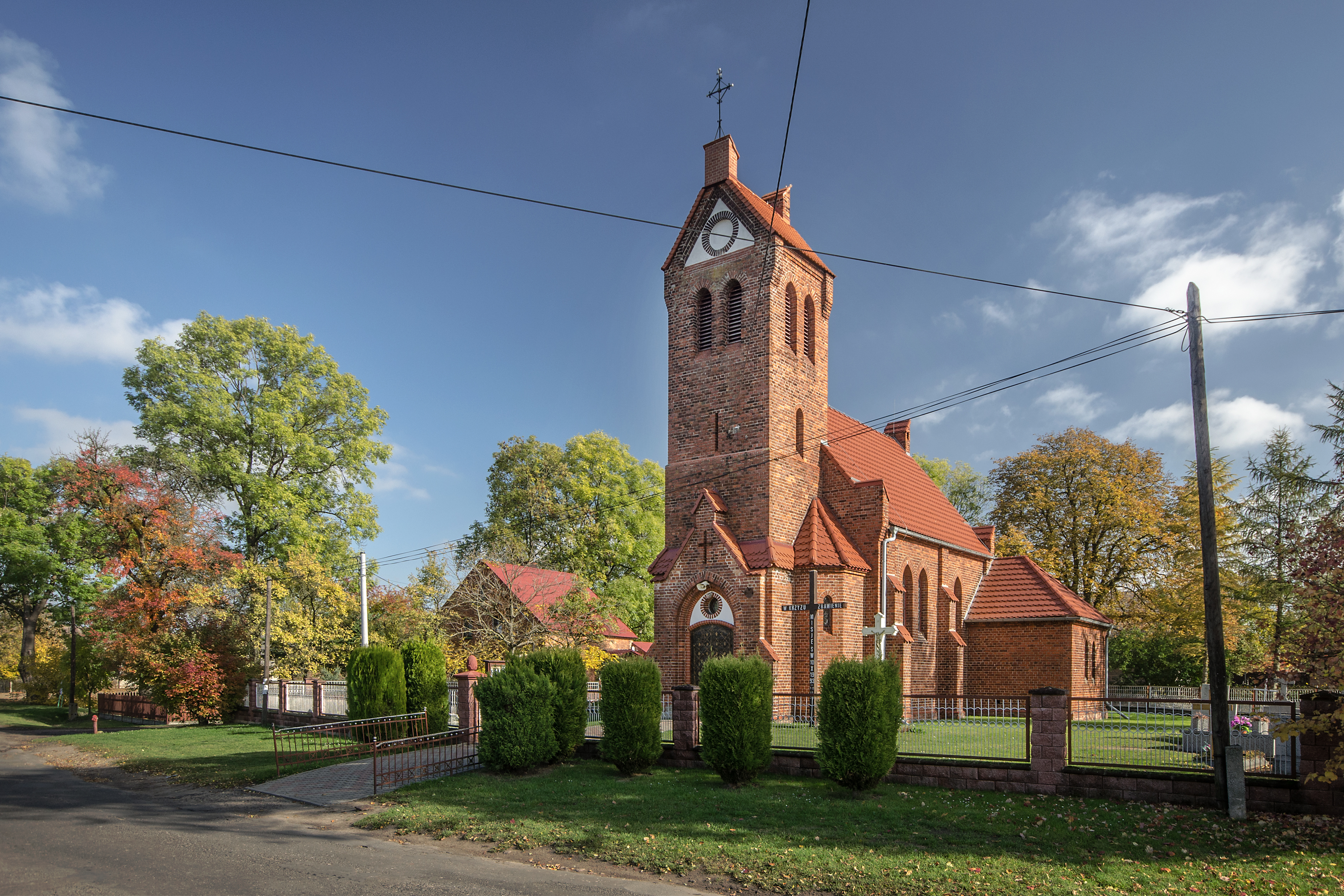
Kirche St. Hedwig und St. Josef

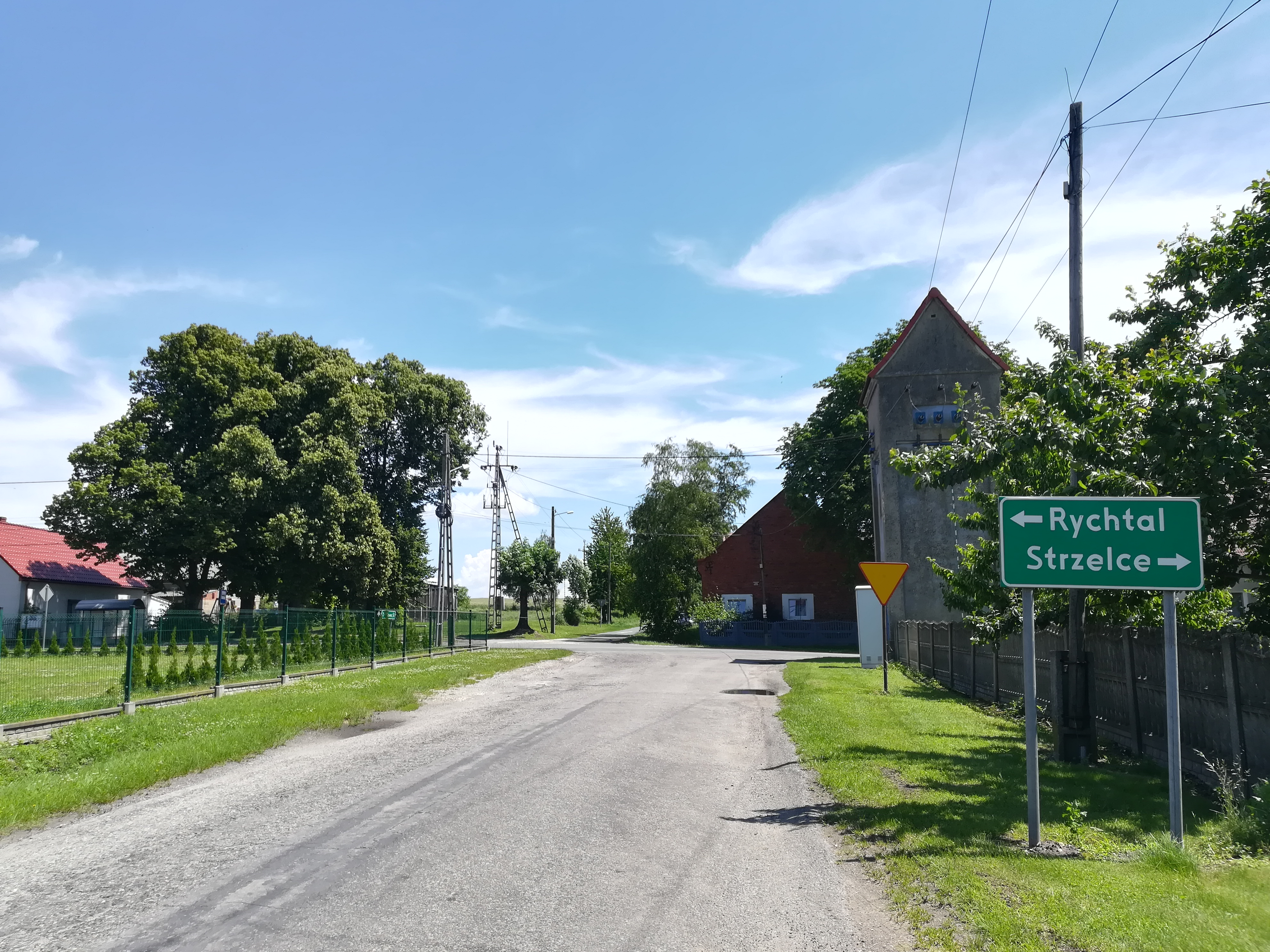
Ortsbild

„Vosglovec“ wurde 1201 erstmals urkundlich erwähnt. Für 1362 ist es als Heinrici Villa und 1368 als Heynrichzdorf belegt. Während der Reformation bekannten sich die Einwohner zum Protestantismus und errichteten 1551 eine Kirche aus Schrotholz. 1654 wurde Hennersdorf rekatholisiert.
Nach dem Ersten Schlesischen Krieg 1742 fiel Hennersdorf mit dem größten Teil Schlesiens an Preußen. Nach der Neuorganisation der Provinz Schlesien gehörte Hennersdorf ab 1816 zum Kreis Namslau, mit dem es bis 1945 verbunden blieb. 1845 bestanden im Dorf eine katholische Kirche, eine evangelische Schule, ein Schmied und 35 Häuser und die Einwohnerzahl lag bei 219, davon 26 katholisch und vier jüdisch. 1867 erhielt Hennersdorf ein neues Schulgebäude. 1874 wurde der Amtsbezirk Hennersdorf gebildet, dem die Landgemeinden Groß Hennersdorf, Herzberg und Klein Hennersdorf sowie die Gutsbezirke Klein Hennersdorf und Polkowitz eingegliedert wurden. Erster Amtsvorsteher war der Rittergutsbesitzer Major von Wedel in Klein Hennersdorf. 1896 wurde eine neue katholische Kirche errichtet.
1906 wurde eine evangelische Kirche erbaut. Mit der Wiedergründung des polnischen Staates nach dem Ersten Weltkrieg wurde das nördliche liegende Reichthaler Ländchen Polen zugeordnet. Hennersdorf verblieb beim Deutschen Reich, wurde jedoch zu einem Grenzort. Bei der Volksabstimmung in Oberschlesien am 20. März 1921, bei welcher auch ein kleiner Teil Niederschlesiens miteingeschlossen wurde, stimmten in Hennersdorf 144 Wahlberechtigte für einen Verbleib bei Deutschland und einer für Polen. Hennersdorf verblieb beim Deutschen Reich. Zwischen 1924 und 1925 wurde der Ort elektrifiziert. 1933 zählte Hennersdorf 343 Einwohner, 1939 waren es 349 Einwohner.
Während des Zweiten Weltkriegs flüchteten am 19. Januar 1945 die Bewohner von Heinersdorf vor der heranrückenden Roten Armee. Durch Kampfhandlungen im Ort wurden 45 Gebäude zerstört. Als Folge des Zweiten Weltkrieges fiel Hennersdorf zusammen mit dem größten Teil Schlesiens 1945 an Polen. Nachfolgend wurde es Woskowice Górne umbenannt und der Woiwodschaft Schlesien angeschlossen. 1950 wurde es der Woiwodschaft Opole zugeteilt. Seit 1999 gehört es zum Powiat Namysłowski.

## Sehenswürdigkeiten
- Die römisch-katholische Kirche St. Hedwig und St. Josef (Kościół św. Jadwigi i Józefa) wurde 1896–1897 errichtet. Sie steht seit 2014 unter Denkmalschutz.[7]
- Das Schloss Hennersdorf (Pałac Woskowicach Górnych) wurde im 19. Jahrhundert vom Adelsgeschlecht von Frankenberg-Proschlitz errichtet. Im Januar 1945 wurde das Gebäude zerstört und später nur vereinfacht wieder aufgebaut. Das Gebäude beherbergt derzeit Mietwohnungen.[8]
- Alter evangelischer Friedhof mit erhaltenen deutschen Grabsteinen
- Getreidespeicher aus dem 19. Jahrhundert